# Bierutów (Natura 2000)
Bierutów (kod PLH020065) – projektowany specjalny obszar ochrony siedlisk (obecnie obszar mający znaczenie dla Wspólnoty) w ramach programu Natura 2000, położony w gminie Bierutów, w powiecie oleśnickim, w województwie dolnośląskim. Zajmuje powierzchnię 223,53 hektara.

## Obszar
Obszar obejmuje kompleks podmokłych łąk i pastwisk w dolinie rzeki Widawy, poniżej Bierutowa (okolice wsi Kijowice, Kruszowice i Paczków).
Znajduje się poza granicami wielkoobszarowych form ochrony przyrody.

## Ochrona
Obszar ma kluczowe znaczenie dla przetrwania motyla – czerwończyka fioletka na Dolnym Śląsku (prawdopodobnie ostatnie, potwierdzone po 1995, stanowisko tego gatunku w regionie liczące około 50–100 osobników). Stanowisko to może stanowić łącznik pomiędzy rejonem występowania tego gatunku w województwie opolskim (Namysłów), a dawno niepotwierdzanymi stanowiskami koło Oleśnicy. Obszar chroni też łąki wilgotne z rdestem wężownikiem. Roślina ta jest kluczowa dla przetrwania czerwończyka fioletka. Główne siedliska w obrębie obszaru to:
- zmiennowilgotne łąki trzęślicowe,
- ziołorośla górskie (Adenostylion alliariae) i ziołorośla nadrzeczne (Convolvuletalia sepium),
- niżowe i górskie świeże łąki użytkowane ekstensywnie (Arrhenatherion elatioris)[2].

Oprócz czerwończyka fioletka na terenie obszaru występują następujący przedstawiciele fauny: czerwończyk nieparek, bóbr europejski, wydra i ryby: piskorz, różanka pospolita i koza pospolita.
Dla obszaru „Bierutów” ustanowiono w 2014 roku plan zadań ochronnych.